# Rebelión de Zebrzydowski

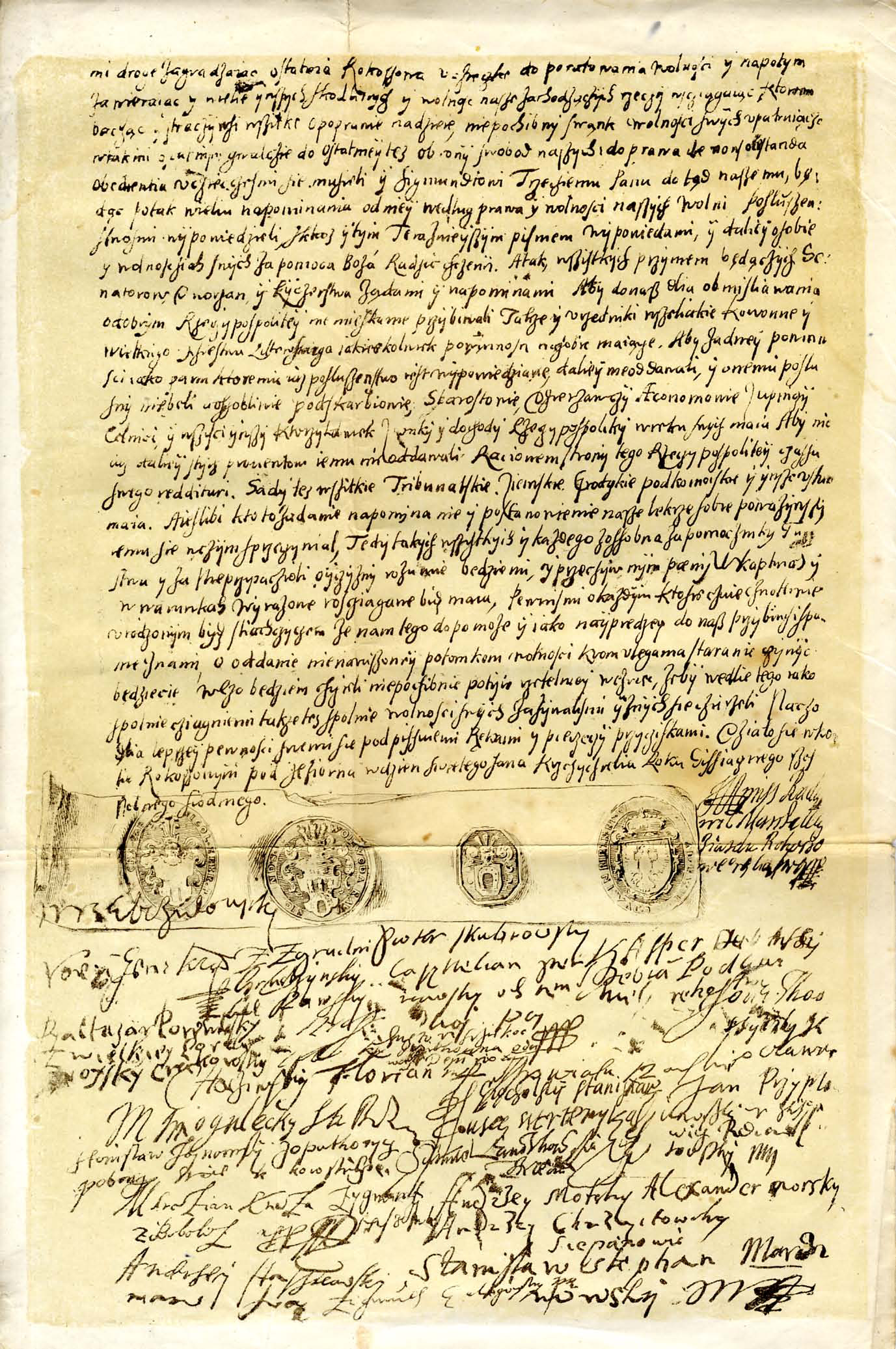
Acta por la que se destrona a Segismundo promulgada por rokosz el 24 de junio de 1607 cerca de Varsovia.

La rebelión de Zebrzydowski (en polaco: rokosz Zebrzydowskiego), o Rebelión de Sandomierz (en polaco: rokosz sandomierski), fue un rokosz (rebelión semilegal) en la Mancomunidad de Polonia-Lituania contra el rey Segismundo III Vasa. El rokosz, formado el 5 de agosto de 1606 por Mikołaj Zebrzydowski, Jan Szczęsny Herburt, Stanisław Stadnicki, Aleksandr Józef Lisowski y Janusz Radziwiłł en Stężyca y Lublin, fue causada por la creciente insatisfacción entre los nobles (szlachta) que desaprobaban los esfuerzos del rey por limitar el poder de los nobles (sus intentos para debilitar el Sejm, el parlamento polaco) e introducir una monarquía hereditaria en vez de electiva). La rebelión, que transcurrió entre 1606 y 1608, terminó con la derrota de los rebeldes. A pesar de su fracaso en derrocar al rey, estableció firmemente el dominio de los szlachta sobre el monarca en el sistema político polaco-lituano.
Los nobles polacos reunidos en el rokosz formaron una konfederacja. Las demandas de la konfederacja fueron escritas en 67 artículos. Demandaban que Segismundo III dejara el trono por incumplir los Artículos de Enrique, y la expulsión de los jesuitas de la Mancomunidad de Polonia-Lituania. También demandaban que fuera el Sejm el que decidera los nombramientos de funcionarios estatales en vez del rey, los funcionarios locales serían elegidos y no nombrados y los derechos de los protestantes se aumentarían y protegerían.
El Sejm de 1607 rechazó las demandas. Mientras tanto, los nobles rebeldes se reunieron en Guzów (Guzow, Guznów, Guznow, Guzowo) y fue enviado contra ellos el ejército real comandado por el hetman Jan Karol Chodkiewicz (comandante en la Batalla de Kircholm) para pacificarlos. La confrontación se tornó violenta, llevando a una batalla a gran escala, la Batalla de Guzów, el 5-6 de julio, con 200 bajas, que resultó en la victoria de la facción realista.
En 1609, la rebelión había finalizado. Dos años después del comienzo de la revuelta, los nobles rebeldes se rindieron formalmente al rey en la reunión del Sejm de 1609. Los nobles se rindieron a cambio de la indulgencia del monarca, ya que muchos de los partidarios del rey, incluyendo al hetman Chodkiewicz habían conseguido que el rey prometiera la amnistía para los rebeldes.
A pesar del fracaso de la rebelión, sin embargo arruinó los planes de Segismundo III de fortalecer su papel en el gobierno. El historiador polaco Oskar Halecki escribió:

La primera rebelión en la historia polaca tuvo siniestras consecuencias. El rey perdió, en gran medida, el prestigio moral que tenía... La constitución polaca de aquí en adelante se observaría como sacrosanta y el rey tuvo que renunciar no sólo a la idea de hacer cambios importantes en ella, sino incluso cualquier reforma.

Después de la rebelión, el rey Segismundo intentó canalizar la energía rebelde de los nobles en guerras externas. Esto, combinado con otros factores, llevó a que la Mancomunidad se involucrara oficialmente en la Guerra Polaco-Moscovita (1605-1618), que siguió a las Dimitríadas.

## Para saber más
- Kate Wilson, The jewel of liberty stolen?: The Rokosz of Sandomierz and Polish Dissent, papel en GRADUATE CONFERENCE IN CENTRAL EUROPEAN STUDIES, The Contours of Legitimacy in Central Europe, Oxford, PDF Archivado el 6 de marzo de 2009 en Wayback Machine.

- Datos: Q581254